# کالوپسیدا
کالوپسیدا (به لاتین: Kalopsida) یک منطقهٔ مسکونی در قبرس شمالی است که در ناحیه غازی ماغوسا واقع شده‌است. کالوپسیدا ۶۶۰ نفر جمعیت دارد.